# Fender Cyclone
A Fender Cyclone és Cyclone II elektromos gitár modelleket az amerikai Fender hangszercég dobta piacra 1997 végén, de az alacsony kereslet miatt mindössze 9 évig voltak forgalomban.
A Cyclone testformája hasonlít a Mustang modellekére, de felépítésében rendelkezik néhány fontos eltéréssel. A Cyclone skálahosszúsága (menzúrája) megegyezik a Gibson Les Paul 24,75 inches (629 mm) paraméterével, szemben a legtöbb Fender gitár ennél kissé hosszabb, 25,5" (648 mm) menzúrájával. A Cyclon a Stratocasterével megegyező „vintage” tremolószerkezetet kapott. Az eredeti Cyclone egy híd-oldali Fender Atomic Humbucker hangszedővel, illetve egy Tex-Mex nyak-oldali pickuppel volt felszerelve.
2002 júliusában bevezették a Cyclone II-t, mely csak kisebb átalakításokkal rendelkezik az első verzióhoz képest. Ilyenek például a „Mustang versenyvonalak” a hangszertesten illetve a Fender Jaguartól örökölt három darab egytekercses (single-coil) hangszedő.

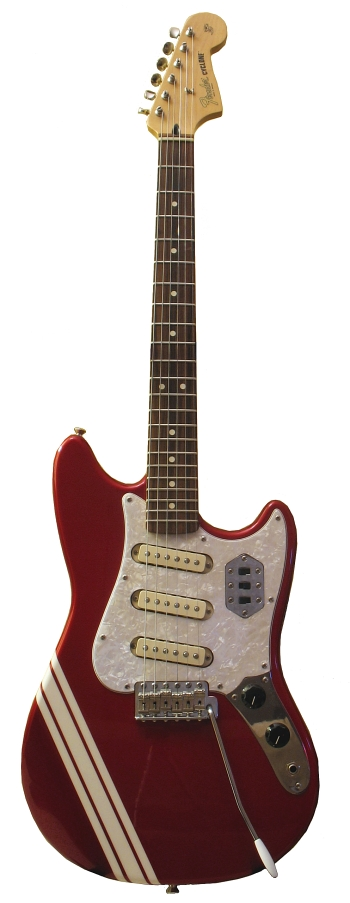
Fender Cyclone II